# Landschaftsschutzgebiet Seilbachtal und Nebensiepen
Das Landschaftsschutzgebiet Seilbachtal und Nebensiepen mit 13,11 ha liegt im Stadtgebiet von Meschede im Hochsauerlandkreis. Es wurde 1994 mit dem Landschaftsplan Meschede durch den Kreistag des Hochsauerlandkreises erstmals als Landschaftsschutzgebiet (LSG) mit dem Namen Landschaftsschutzgebiet Talraum des Seilbaches und einer Flächengröße von 3 ha ausgewiesen. 2020 wurde es mit neuem Namen und deutlich vergrößert erneut ausgewiesen.  Das LSG ist eines von 67 Landschaftsschutzgebieten in der Stadt Meschede. Dort gibt es ein Landschaftsschutzgebiet vom Typ A, 34 Landschaftsschutzgebiete vom Typ B und 32 Landschaftsschutzgebiete vom Typ C. Dieses Landschaftsschutzgebiet wurde 2020 als LSG vom Typ C, Wiesentäler und bedeutsames Extensivgrünland, ausgewiesen und gehört zum Naturpark Sauerland-Rothaargebirge.

## Beschreibung
Das LSG liegt östlich und nordöstlich von Meinkenbracht. Das LSG geht bis zur Stadtgrenze von Meschede und besteht aus zwei Teilflächen. Die nördliche Teilfläche gehörte von 1994 bis 2020 zum Landschaftsschutzgebiet Meschede. Die K 11 liegt direkt am südlichen Rand der Südfläche des LSG. Im LSG befindet sich der Seilbach mit Grünland in der Aue. Nördlich, östlich und südlich befindet sich Wald. Westlich befindet sich das Offenland um Meinkenbracht im Stadtgebiet von Sundern.
Im LSG liegt die Stadtgrenze teils in der Bachmitte. Im LSG befindet sich nur Grünland. Der Landschaftsplan definiert als Optimalziel die vollständige Wiederherstellung des ehemals offenen Grünlandtalzuges, zu dem hier im Plangebiet auch das Karmeckesiepen und das namenlose Seitentälchen an der K 11 gehört.
Der Landschaftsplan führt zur möglichen Entwicklung auf: „Sollte das aufgrund fortgeschrittener Verbrachung / fehlenden Nutzungsinteresses nicht erreichbar sein, würde hier auch eine gezielte Brachflächenentwicklung den talbezogenen Biotopverbund verbessern und die umgebenden Waldflächen in diesem Teil des Südsauerländer Berglands bereichern.“

## Schutzzweck
Zum Schutzzweck der LSG vom Typ C Wiesentäler und bedeutsames Extensivgrünland im Landschaftsplangebiet Meschede führt der Landschaftsplan auf: „Entwicklung, Erhaltung und Ergänzung eines Grünlandbiotop-Verbundsystems in den Talauen, das Tieren und Pflanzen Wanderungs- und Ausbreitungsmöglichkeiten schafft und damit der Erhaltung der Leistungsfähigkeit des Naturhaushalts dient; Sicherung der gliedernden und belebenden Wirkung offener Grünland-Lebensräume im Landschaftsbild des waldreichen Plangebietes (insbes. südlich der Ruhrachse); Erhaltung der Nutzungsfähigkeit der Naturgüter durch den Schutz fruchtbarer Talböden vor Erosion; Schutz von Feucht- und Magergrünlandstandorten, die zumindest eine potenzielle Bedeutung für den Biotop- und Artenschutz haben; Umsetzung der Entwicklungsziele 1.1, 1.4 und tlw. 1.5 zur Erhaltung und Verbesserung des landschaftsökologischen und -ästhetischen Wertes der einbezogenen Freiflächen; entsprechend dem Schutzzweck unter 2.3.1 auch Ergänzung von strenger geschützten Teilen dieses Naturraums durch den Schutz ihrer Umgebung vor Eingriffen, die den herausragenden Wert dieser Naturschutzgebiete und Schutzobjekte mindern könnten (Pufferzonenfunktion).“
Laut Landschaftsplan handelt es sich bei den „Grünland-LSG“ um Gebiete, die neben den NSG zu den landschaftlich wertvollsten Teilen des Plangebietes gehören. Zum einen handelt es sich um Talauen und Unterhänge von Kerbtälern, die dem Biotopverbund der Fließgewässersysteme dienen und das Standortpotenzial für – meist feuchtigkeitsgeprägte – artenreiche Grünlandgesellschaften aufweisen. Zum anderen werden mit dieser Festsetzung einige magere Grünlandstandorte erfasst, die ebenfalls ein erhöhtes Arten- und Biotopschutzpotenzial aufweisen und als strukturreiche kleine Kulturlandschaftsausschnitte die umgebende, geringer strukturierte Landschaft bereichern. Insbesondere  Fließgewässerabschnitte fallen häufig, wie bei diesem LSG, unter dem gesetzlichen Biotopschutz nach § 30 BNatSchG. Im LSG gilt ein Verbots einer dauerhaften Grünlandumwandlung in andere Nutzungsarten. Eine Erstaufforstung und eine Anlage von Weihnachtsbaumkulturen ist verboten.